# Lituânia nos Jogos Olímpicos de Inverno de 2014
A Lituânia participou dos Jogos Olímpicos de Inverno de 2014, realizados na cidade de Sóchi, na Rússia. Foi a oitava aparição do país em Olimpíadas de Inverno.

## Desempenho

### Biatlo
Feminino
| Atleta              | Evento      | Final   | Final       | Final   |
| Atleta              | Evento      | Tempo   | Penalidades | Posição |
| ------------------- | ----------- | ------- | ----------- | ------- |
| Diana Rasimovičiūtė | Velocidade  | 23:18.6 | 2 (1+1)     | 51º     |
| Diana Rasimovičiūtė | Perseguição | 34:07.1 | 2 (0+0+0+2) | 43º     |
| Diana Rasimovičiūtė | Individual  | 49:32.5 | 2 (1+1+0+0) | 42º     |

Masculino
| Atleta         | Evento      | Final   | Final       | Final   |
| Atleta         | Evento      | Tempo   | Penalidades | Posição |
| -------------- | ----------- | ------- | ----------- | ------- |
| Tomas Kaukėnas | Velocidade  | 26:26.2 | 2 (0+2)     | 48º     |
| Tomas Kaukėnas | Perseguição | 36:49.8 | 3 (1+0+0+2) | 40º     |
| Tomas Kaukėnas | Individual  | 52:38.9 | 3 (0+0+0+3) | 23º     |

### Esqui alpino
Feminino
| Atleta              | Evento         | Descida 1 | Descida 2 | Total | Pos. |
| ------------------- | -------------- | --------- | --------- | ----- | ---- |
| Ieva Januškevičiūtė | Slalom         | DNF       | DNF       | DNF   | DNF  |
| Ieva Januškevičiūtė | Slalom gigante | 1:36.79   | DNF       | DNF   | DNF  |

Masculino
| Atleta         | Evento         | Descida 1 | Descida 2 | Total   | Pos. |
| -------------- | -------------- | --------- | --------- | ------- | ---- |
| Rokas Zaveckas | Slalom         | DNF       | DNF       | DNF     | DNF  |
| Rokas Zaveckas | Slalom gigante | 1:36.06   | 1:36.98   | 3:13.04 | 63º  |

### Esqui cross-country
Feminino
| Atleta                | Evento         | Qualificatória | Qualificatória | Quartas-de-final | Quartas-de-final | Semifinal   | Semifinal   | Final       | Final       |
| Atleta                | Evento         | Tempo          | Pos.           | Tempo            | Pos.             | Tempo       | Pos.        | Tempo       | Pos.        |
| --------------------- | -------------- | -------------- | -------------- | ---------------- | ---------------- | ----------- | ----------- | ----------- | ----------- |
| Ingrida Ardišauskaitė | 10 km clássico |                |                |                  |                  |             |             | 36:52.1     | 67º         |
| Ingrida Ardišauskaitė | Velocidade     | 2:55.24        | 62º            | Não avançou      | Não avançou      | Não avançou | Não avançou | Não avançou | Não avançou |

Masculino
| Atleta           | Evento          | Qualificatória | Qualificatória | Quartas-de-final  | Quartas-de-final | Semifinal      | Semifinal   | Final       | Final       |
| Atleta           | Evento          | Tempo          | Pos.           | Tempo             | Pos.             | Tempo          | Pos.        | Tempo       | Pos.        |
| ---------------- | --------------- | -------------- | -------------- | ----------------- | ---------------- | -------------- | ----------- | ----------- | ----------- |
| Vytautas Strolia | 15 km clássico  |                |                |                   |                  |                |             | 45:08.0     | 70º         |
| Vytautas Strolia | 30 km skiathlon |                |                | Clássico: 40:54.7 | 65º              | Livre: 39:03.4 | 67º         | 1:20:37.2   | 67º         |
| Vytautas Strolia | Velocidade      | 3:55.48        | 70º            | Não avançou       | Não avançou      | Não avançou    | Não avançou | Não avançou | Não avançou |

### Patinação artística
| Atleta                              | Evento        | Programa curto | Programa curto | Programa longo | Programa longo | Total  | Total |
| Atleta                              | Evento        | Pontos         | Pos.           | Pontos         | Pos.           | Pontos | Pos.  |
| ----------------------------------- | ------------- | -------------- | -------------- | -------------- | -------------- | ------ | ----- |
| Isabella Tobias Deividas Stagniūnas | Dança no gelo | 56.40          | 17º            | 82.60          | 18º            | 139.00 | 17º   |

### Patinação de velocidade em pista curta
Feminino
| Atleta          | Evento      | Preliminar | Preliminar | Quartas     | Quartas     | Semifinal   | Semifinal   | Final       | Final       |
| Atleta          | Evento      | Tempo      | Pos.       | Tempo       | Pos.        | Tempo       | Pos.        | Tempo       | Pos.        |
| --------------- | ----------- | ---------- | ---------- | ----------- | ----------- | ----------- | ----------- | ----------- | ----------- |
| Agnė Sereikaitė | 500 metros  | 45.356     | 3º         | Não avançou | Não avançou | Não avançou | Não avançou | Não avançou | Não avançou |
| Agnė Sereikaitė | 1000 metros | PEN        | PEN        | Não avançou | Não avançou | Não avançou | Não avançou | Não avançou | Não avançou |
| Agnė Sereikaitė | 1500 metros | 2:21.900   | 3º         |             |             | 2:20.398    | 6º          | Não avançou | Não avançou |

Legenda
| Recorde mundial      | Recorde mundial (World record)               |                       | Recorde africano                      | Recorde africano (African) |                                           | Q | Classificado por posição (Qualified) |
| Recorde olímpico     | Recorde olímpico (Olympic record)            | Recorde da América    | Recorde da América (Americas)         | q                          | Classificado por melhor tempo (Qualified) |   |                                      |
| Melhor marca do ano  | Melhor marca do ano (World leading)          | Recorde asiático      | Recorde asiático (Asian)              | DNS                        | Não largou (Did not start)                |   |                                      |
| Recorde nacional     | Recorde nacional (National record)           | Recorde europeu       | Recorde europeu (European)            | DNF                        | Não terminou (Did not finish)             |   |                                      |
| Recorde pessoal      | Recorde pessoal do atleta (Personal best)    | Recorde da Oceania    | Recorde da Oceania (Oceania)          | DSQ / DQ                   | Desclassificado (Disqualified)            |   |                                      |
| Recorde da temporada | Recorde da temporada do atleta (Season best) | Recorde sul-americano | Recorde sul-americano (South America) | NM                         | Sem marca (No mark)                       |   |                                      |